# Artemízia
Az Artemízia női név az Artemisz név továbbképzett alakja.

## Rokon nevek
Artemisz

## Gyakorisága
Az újszülötteknek adott nevek körében az 1990-es években szórványosan fordult elő. A 2000-es és a 2010-es években sem szerepelt a 100 leggyakrabban adott női név között.
A teljes népességre vonatkozóan az Artemízia sem a 2000-es, sem a 2010-es években nem szerepelt a 100 leggyakrabban viselt női név között.

## Névnapok
január 22., június 6.,

## Híres Artemíziák
- Artemisia Gentileschi, festő

### Egyéb Artemíziák
- artemisia, az üröm növénycsalád latin neve